# John Newmark
John H. Newmark (né le 12 juin 1904 à Brême en Allemagne, et mort le 14 octobre 1991 à Montréal) est un pianiste québécois.
Il a été reconnu comme l'un des plus grands accompagnateurs de son temps. 
Il a accompagné au cours de sa carrière plus de 80 chanteurs et instrumentistes étrangers et 160 artistes canadiens dont des grands comme Maureen Forrester, Kathleen Ferrier.  
Entre 1951 et 1962, il participe à cinq tournée Jeunesses Musicales Canada et accompagne, Joseph Rouleau (1951-1952), Paul Tortelier (1952-1953), Noël Brunet (1954-1955), Otto Joachim (1957-1958) et John Boyden (1961-1962). 

## Distinctions
- 1952 - Grand Prix du Disque
- 1979 - Médaille du Conseil canadien de la musique
- 1988 - Prix Denise-Pelletier
- 1973 - Officier de l'Ordre du Canada